# تنها دختر (در دنیا)
«تنها دختر (در دنیا)» (به انگلیسی: Only Girl (In the World)) نام ترانه‌ای استودیویی اثر ریانا است. این ترانه در آلبوم بلند قرار داشت.